# Round Maple
Round Maple es un pueblo del distrito de Babergh, en el condado de Suffolk (Inglaterra). Cuenta con 5 edificios protegidos, incluyendo The Flushing, Seasons, Quicks Farmhouse, Little Thatch y Hathaway Cottage.